# Kurne
Kurne (ukr. Курне) – wieś w rejonie pulińskim obwodu żytomierskiego.
Pod koniec XIX w. wieś w guberni wołyńskiej, w powiecie nowogradwołyński, siedziba gminy Kurne, dawniej w dobrach sokołowskich Ilińskich.